# Jean-Marie Chopin
Pour les articles homonymes, voir Chopin (homonymie).
Jean-Marie Chopin (1796-1871) est un voyageur et polygraphe franco-russe du XIXe siècle.

## Biographie
Le futur homme de lettres naquit à Saint-Pétersbourg en 1796 de parents français (son père Jean-Louis-Théodore Chopin était un sculpteur recruté par Catherine II de Russie pour embellir le Palais Impérial) et décéda le 15 février 1871 à Paris (6e arrondissement) dans sa demeure du no 52 Rue Saint-Placide. Son frère aîné Ivan (1787-1870) demeura en Russie où il devint Conseiller d'État. Revenu en France, leur benjamin Frédérick Henri Charles Albert Schopin (1804-1880) fut quant à lui un artiste peintre réputé.
Jean-Marie Chopin fut le secrétaire et bibliothécaire du prince Kourakine, ancien ambassadeur de Russie auprès de Napoléon. Il séjourna douze ans dans l'Empire tsariste. Cette expérience lui inspira plusieurs ouvrages et en fait un des auteurs les mieux documentés sur ce sujet. Il est une des principales sources des célèbres Lettres de Russie d'Astolphe de Custine.
Voyageant dans le Caucase, il visita le monastère arménien de Sevanavank en 1830, et rapporta que les pénitents qui y vivaient se soumettaient à un régime strict : ni vin, ni viande, ni jeunes, ni femmes n'étaient admis.
Après son retour en France, cet auteur appliqué mena une existence de labeur littéraire, rédigeant poésies d'inspiration libérale, ouvrages historiques et traductions, notamment d'après Charles Dickens et Alexandre Pouchkine. Il participa également à une monumentale Histoire du Premier Empire. Il collabora aussi à la Revue indépendante.
Il est mort le 15 février 1871 dans le 6e arrondissement de Paris.

## Publications

### Sur la Russie
En qualité d'auteur :
- Coup d'œil sur Pétersbourg (Paris, Ponthieu, 1821, 241 p.)
- De l'État actuel de la Russie, ou Observations sur ses mœurs, son influence politique et sa littérature, suivies de poésies traduites du russe (Paris, Collin de Plancy, 1822, 242 p.)
- Dithyrambe sur l'inondation de Saint-Pétersbourg (Paris, Dondey-Dupré père et fils, 1824, 8 p.)
- En collaboration avec César Famin et Eugène Boré : Russie (Paris, Firmin Didot frères, 1838, 2 vol., réédité en 1857)
- Révolutions des peuples du Nord (Paris, W. Coquebert, 1841-1842, 4 vol. in-8°)

En qualité de traducteur :
- La Fontaine des pleurs, poème de M. Alexandre Pouschkin, traduit librement du russe (Paris, Dondey-Dupré père et fils, 1826, 40 p., 3 pl.gravées par H.F.Schopin et 1 f. de musique composée par Barbe Gerber épouse de J.M.Chopin)
- Essai sur l'organisation de la tribu dans l'antiquité, par Mikhail Semenovich Kutorga (Paris, Firmin Didot, 1839, 261 p.)
- Choix de nouvelles russes de Lermontof, Pouchkine, von Wiesen (Paris, Reinwald, 1853, III-339 p., réédité en 1873)

### Ouvrages historiques et géographiques
- Histoire du roi de Rome (duc de Reichstadt), précédée d'un Coup d'œil rétrospectif sur la Révolution, le Consulat et l'Empire (Paris, G. Roux, 1850, 2 vol.)
- Histoire civile, politique et privée de Napoléon, du roi de Rome (duc de Reichstadt) et de la famille Bonaparte précédée d'un Coup d'œil rétrospectif sur la République, le Consultat et l'Empire, terminée par l'histoire des maréchaux de France (de Camille Leynadier) avec une étude sur l'Empire (par Viennet) (Paris, Krabbe, 1851, 6 vol.)
- Provinces danubiennes et roumaines, en collaboration avec Abdolonyme Ubicini (Paris, Firmin Didot frères, 1856)
- La Clef de la question des duchés danois de Sleswig et de Holstein (1861)

### Traductions de l'anglais
- Traité de la composition et de l'exécution des jardins d'ornement, par John Claudius Loudon (Paris, Encyclopédie portative, 1830)
- L'Océan et ses merveilles (Paris, Gayet et Lebrun, 1849)
- David Copperfield, de Charles Dickens (Paris, Passard, 1851-1852, 4 vol.)
- La Nièce du pêcheur, par Charles Dickens (Paris, Passard, 1853, 3 vol.)

### Publications de circonstance
- Ode sur l'indépendance d'Haïti (1825)
- A la mémoire de Madame Faubert et aux Haïtiens qui la regrettent (1825)
- Ode sur la victoire de Navarin (1827)
- Première républicaine (1833)
- La Colonne (1833)
- A Monsieur l'abbé de Lamennais (1834)
- Le Modèle de l'apprenti, ou Lettres de Baptiste et de son bienfaiteur (1834)
- L'Empire (1852)

### Divers
- Nouvelle édition de l'Histoire du petit Jacques de Frédéric Rouveroy (Paris, Duverger, 1834)